# 智代アフター 〜It's a Wonderful Life〜
『智代アフター 〜It's a Wonderful Life〜』（ともよアフター - イッツ ア ワンダフル ライフ）は、ゲームブランド・Keyが制作した5作目の恋愛アドベンチャーゲーム、およびそれを原作としてメディアミックス展開された作品群である。

## 概要
オリジナルのものはWindows向けに作られた18禁の恋愛アドベンチャーゲームで、2005年11月25日に発売された。Key作品としては初めて延期することなく発売された作品であり、また主人公を除くフルボイスの作品でもある。
同社の前作品『CLANNAD』の外伝的な位置づけの作品であり、同作品に登場するヒロインの1人である坂上智代を主役とした作品である。元は企画・シナリオの麻枝准が『CLANNAD』発売後に与えられた自由時間において私的に作っていたものであるため麻枝の個人色が強く、麻枝自身も最もストレートに書きたいものをぶつけたと語っており、魂を削って苦しみ抜いて、自分の納得のゆくエンディングを追い求めた作品と述べている。
外伝的な作品ゆえにシナリオは短めだが、麻枝の私的作品として開発されたため、非常に実験的かつ衝撃的な結末であり、極端な賛否両論となっている。麻枝は発売直後のインタビューにて、批判は覚悟の上であるという発言をしている。しかし、発売当初は否定派の声がかなり大きかったため、麻枝は1・2ヶ月の休職を取らなければならないほどのショックを受けたというエピソードもある。
また、シナリオクリア後に『DUNGEONS & TAKAFUMIS』(以下『D&T』と表記)というシミュレーションRPGをプレイすることが出来る。ゲームをオールクリアするためには本編以上の時間を必要とし、おまけとしては大規模で充実している。他にも初回版特典としてゲーム中BGM（オープニング&エンディングテーマのフルコーラス版も含む）のサウンドトラックが同梱された。このサウンドトラックは後に単体で一般販売されている。
2007年1月25日にプロトタイプよりPlayStation 2 (PS2) 版であるCS Editionが発売された。このPS2版以降に発売された物は全て、Windows版の性描写は削除されて純粋な恋愛アドベンチャーゲームとなっており、シナリオとビジュアルが大幅に追加され、全体の内容はWindows版の1.5倍になっている。Windows版で批判が大きかった部分もある程度改善されており、追加部分に対する評価は概ね高い。元々マウス操作前提で作られた『D&T』の操作性はかなり低下しているが、これはDUALSHOCK 2の操作の他にUSBインターフェイスにマウスを接続すればWindows版と同じようにマウスでの操作が可能となる。
2009年3月19日にプロトタイプより発売されたPlayStation Portable (PSP) 版では、主人公の朋也を含め完全フルボイスとなった。ただし『D&T』の操作性はマウスと比較してかなり低下している。PSP本体にUSBコネクタが付属していない都合上、操作にPS2のようにマウスを使用することはできない。2009年7月31日通販限定発売の『KEY 10th MEMORIAL BOX』ではPSP版で収録した音声も収録された完全フルボイス版が発売。
2010年4月30日に、『KEY 10th MEMORIAL BOX』に収録されているままのフルボイス版、Windows版『智代アフター ~it's a Wonderful Life~メモリアルエディション』がKeyより発売された。
2010年9月22日にプロトタイプより発売されたXbox 360版では、PSP版同様主人公を含め完全フルボイスである他、『D&T』において風子のボイスが追加された。またグラフィックが高解像度化(1280×720)し、音声と効果音の一部が5.1chサラウンドに対応しており、さらに版権イラストを高解像度で閲覧できるArt Collectionモードが追加されている。当初は2009年12月24日に発売予定だったのだが、発売日目前になって突然発売延期となり、その後何の情報も無いまま9ヶ月が過ぎた末にようやく発売されている。この件に関してプロトタイプは発売延期の理由を一切明らかにしていない。なお、Xbox 360本体にはPS2同様にUSBコネクタが存在するものの、マウスを繋いでもPS2版のようにD&Tをマウスでプレイすることは出来ない。
2011年4月現在PC通常版はロットアップしており、メモリアルエディションのみ販売されている。
2012年7月29日にプロトタイプよりビジュアルアーツ大感謝祭の会場限定でPS3版が販売された（翌年オンライン配信開始）。
2013年2月28日にAndroid版がリリースされた。ボイスは今まで同様全員フルボイスであるが、『D&T』が含まれていない。値段は1,600円であり、Google Play等で購入できる。
2014年9月26日には、完全版にあたる『智代アフター 〜It's a Wonderful Life〜 PerfectEdition』が発売された。こちらのバージョンには『D&T』が収録されている。
2016年7月2日にSteam版がリリースされたが、日本語UI・日本語文章は用意されていない。
2020年9月20日にNintendo Swich版『智代アフター～It's a Wonderful Life～CS Edition』が発売された。

## ストーリー
岡崎朋也は、廃品回収屋に就職し、智代と幸せな日々を送っていた。ある日鷹文が、父親の隠し子である幼女"とも"を連れてきた。母親から育児放棄されていた彼女を育てることにした二人のもとに、鷹文の元カノである河南子まで転がり込んできた。
かくして、5人の男女による、にぎやかな日々が始まった。

## 登場人物

### 本編 登場人物
岡崎 朋也（おかざき ともや）
声 - なし（PC通常版、PS2版）/ 中村悠一（左記以外のすべて)
社会人1年目で、卒業後は廃品回収屋に就職した。アパートで一人暮らしをしつつ、智代との交際を続けている。
頭を打った衝撃で中学生以降の記憶が喪失、1週間で記憶がリセットされるようになってしまった。智代のことも覚えておらず、その生活が3年間続いたが、ついに智代を好きだったことを信じ、記憶を取り戻す危険な手術を受ける。手術は半分成功半分失敗。記憶は取り戻せたが、後遺症で死亡したかのような描写で描かれている。漫画版では智代が朋也の墓を訪れるシーンがある。
坂上 智代（さかがみ ともよ）
声 - 一色ヒカル / 桑島法子（かぎなど）
本作のヒロインであり、朋也の恋人で鷹文の姉である。他校の不良生徒達の間で伝説が残るほど喧嘩が強いが、鷹文の事故により性格は丸くなった。大の子供好きで、ともを溺愛するようになる。
『CLANNAD』本編に比べると精神的な弱さが目立っている。
記憶喪失になり、1週間で記憶がリセットされる朋也を失い続けたが、ついに朋也が智代を愛していたことを信じ、手術を受け入れる。
坂上 鷹文（さかがみ たかふみ）
声 - 涼森ちさと（PC通常版）/ すずきけいこ（それ以外のすべて)
智代の弟。高校1年生。温和だがつかみどころのない性格。パソコンを扱うことに長けている。朋也とは仲が良くアパートを訪れているが、朋也の部屋にパソコンを設置してからはアパートに居座るようになる。
河南子（かなこ）
声 - 涼森ちさと（PC通常版）/ すずきけいこ（それ以外のすべて)
鷹文の元彼女。高校1年生。合気道と空手の達人で、何度も公式戦で優勝している。非常に口が悪い。学校では自分の冗談が大ウケしていると自分では言っているが、実際は冗談で人を笑わせたことが本編では一度も無い。小さい子に対してはとても優しく、ともには敬語で接している。アイスクリームが大好物で、棒アイスやパピコが特に好きらしい。名字の設定は特に無い。
三島 とも（みしま-）
声 - 佐々木あかり
智代と鷹文の父親の隠し子である幼稚園児。母親に捨てられ、朋也のアパートで暮らすことになる。純真無垢で、何でも信じてしまうようなかわいい一面を持っており、特に智代に溺愛される。
三島 侑子（みしま ゆうこ）
声 - 朝咲そよ
ともの母親。身寄りも学歴もなく、夜の仕事で生計を立てていた時智代の父親と出会う。職歴や育ちの割にすれておらず、むしろか弱い。ともの境遇に苦悩した挙句、ともを残して失踪する。
岡崎 直幸（おかざき なおゆき）
声 - 谷俊介
朋也の父親。朋也とは冷めた関係にある。
管理人
声 - 富樫ケイ/川瀬ゆう子
祖父が開業したサナトリウムで入所者の世話をしている女性。素っ気ないが非常に優しい性格。
春原 陽平（すのはら ようへい）
声 - 阪口大助
朋也の悪友。今作では立ちグラフィックはなく、声もPS2版、PSP版、PC全年齢対象版で一言登場するのみである。原作では智代のライバルだった。

### DUNGEONS & TAKAFUMIS 登場人物
朋也以外の声優は、本編と同じである。
朋也
声 - 新田祐一（PC通常版、PS2版）/中村悠一（それ以外のすべて）
「リガールドの赤い牙」と謳われる剣士。予備知識を持っていないプレイヤー寄りの設定で、唯一のツッコミ役。戦闘中は変なことを言うことがある。
智代
「ザリオンティの赤い牙」と謳われる剣士。ゲーム中は朋也とは恋人同士ではないという設定のため、口調は常に強気。もう一つ裏設定がある。
河南子
「トルコオーネの赤い牙」と謳われる剣士。裏設定が存在し、054番や智代とも面識がある。
とも
舞台となるダンジョンの真上にある魔法の城の君主にして魔術師。延命の秘術のかけすぎで、見た目がロリになってしまったという設定。かなり尊大な態度。
鷹文オリジナル
人間の鷹文。河南子と昔一緒に旅をしていたらしい。
鷹文054番
悪魔との契約により産み出された鷹文で、人間と同じ感情を持つ。この鷹文をベースにしてコピーの鷹文が産み出され、以来054番は本物の鷹文と呼ばれるようになる（コピー達はそれぞれ一つの感情しか持たない）。ある日突然姿を消す。
鷹文068番
「憂鬱」の感情を司る鷹文。発言は暗く重いものが多く、余計なことを言ってともに咎められたことがあるが、コピーの中では一番ストーリーの雰囲気に合う上に、比較的まともな人格を持っている。
鷹文071番
「愉快」の感情を司る鷹文。普段から意味も無く面白がっていて、相手の怒りを買うことが多い（主に朋也）。
鷹文075番
「驚愕」の感情を司る鷹文。何にでも大げさに驚いている。
鷹文081番
「焦燥」の感情を司る鷹文。常に危険な状態が彼のアイデンティティなので、無理矢理にでも危険な状態をつくる。そのため相手に喧嘩を売るような発言が多い。
鷹文090番
「ドン引き」を象徴とする鷹文。そのはっちゃけぶりは、似た感情を持つ075番よりもインパクトがある。
鷹文077番
「ラッキー鷹文」と呼ばれ、054番でも滅多に会うことがないらしい。全身黄金で、アドバイスの最後に「ほら、ラッキー」と口癖のように語る。今回はゲンかつぎとして登場する。

## 主題歌・音楽
オープニングテーマ「Light colors」
作詞 - 麻枝准 / 作曲 - 折戸伸治 / 編曲 - 高瀬一矢 (I've) / 歌 - Lia
エンディングテーマ「Life is like a Melody」
作詞・作曲 - 麻枝准 / 編曲 - 戸越まごめ / 歌 - Lia
イメージソング「hope -look up when i walk-」
作詞・作曲 - 麻枝准 / 編曲 - bermei.inazawa / 歌 - Lia
オープニングテーマ 『Light colors』 は、Key第2作目の恋愛アドベンチャーゲーム『AIR』において非常に高い評価を得たオープニングテーマである『鳥の詩』と全く同じスタッフが手がけており、またその曲を意識してメロディが作られたということもあって、高い注目を浴びた。
オープニング、エンディング曲のフルコーラス版は入手手段がPC初回限定版の付録サウンドトラックのみしかなく、長らくの間一般発売されなかったが、2007年4月27日にそのサウンドトラックが『智代アフター ORIGINAL SOUNDTRACK』として単体で発売された。

## スタッフ
- 企画 - 麻枝准
- シナリオ - 麻枝准、樫田レオ、都乃河勇人（CS Editionにおいて、追加シナリオを担当）
- キャラクターデザイン - 樋上いたる、フミオ
- 原画 - フミオ
- 音楽 - 折戸伸治、戸越まごめ、麻枝准、井内舞子、清水由紀

## メディアミックス

### 漫画
住吉文子作画で『智代アフター〜Dear Shining Memories〜』のタイトルで、角川コミックス ドラゴンJr. レーベルから2007年12月6日発行。発行は富士見書房、発売は角川グループパブリッシング。ISBN 978-4-04-712523-0